# Frederick Arthur Stanley

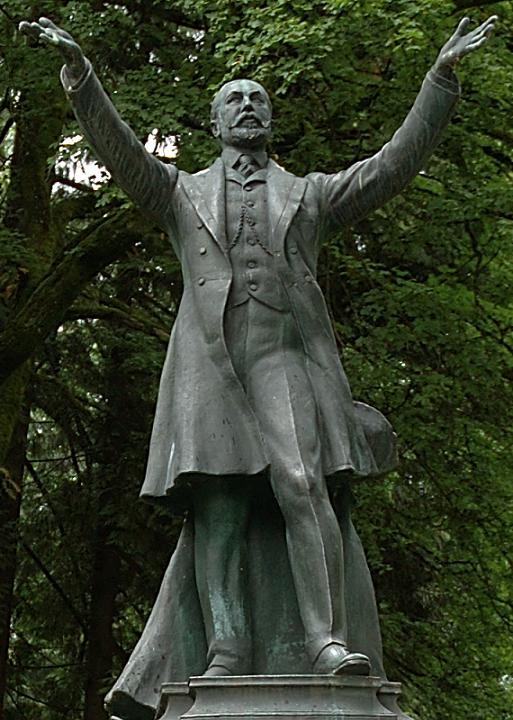
Standbeeld van Frederick Arthur Stanley in Stanley Park, Vancouver.

Frederick Arthur Stanley, 16e graaf van Derby (15 januari 1841 - 14 juni 1908), tot 1886 bekend als sir Frederick Stanley, en tussen 1886 en 1893 bekend als The Lord Stanley of Preston, was gouverneur-generaal van Canada tussen 1888 en 1893. Hij is het meest bekend geworden als naamgever van de Stanley Cup in ijshockey, toen hij in 1892 een zilveren schaal doneerde aan het beste (amateur) ijshockeyteam van Canada. De Stanley Cup wordt nu elk jaar uitgereikt aan het beste ijshockeyteam van de Noord-Amerikaanse prof-competitie, de NHL.
In Vancouver is er een park naar hem benoemd, het Stanley Park, dat hij ook opende.
- Gemeinsame Normdatei: 116146966
- International Standard Name Identifier: 0000 0000 7372 5521
- Library of Congress Control Number: no2006122999
- Virtual International Authority File: 9610120
- WorldCat: E39PBJc7YKGv83wfBQyVM7qqQq